# Unirea Shopping Center Brașov
Unirea Shopping Center Brașov este un centru comercial în Brașov, deschis la data de 29 februarie 2009, situat în zona gării CFR, și este construit pe cinci niveluri. Are o suprafață închiriabilă de 18.000 de metri pătrați și a fost finalizat în urma unei investiții de 35 milioane de euro.
Este controlat de soții Dan și Carmen Adamescu,care mai dețin și Unirea Shopping Center din București, prin intermediul firmei Nova Trade, care deține 74,16% din titluri.